# دونغ يانغ
دونغ يانغ (بالصينية: 东阳) وهي مدينة في محافظة جيجيانغ في جمهورية الصين الشعبية تبعد 200 كلم جنوب مدينة هانغتشو وتغطي مساحة 1739 كلم مربع ويبلغ عدد سكانها 801,994 نسمة ويمر من هذه المدينة دلتا نهر يانغتزه.